# Klaus Hansen (Politiker, 1939)
Klaus Hansen (* 30. Dezember 1939 in Kiel; † 5. März 1982) war ein deutscher Jurist und Abgeordneter der Hamburgischen Bürgerschaft für die SPD.

## Leben
Nach dem Besuch der Grundschule in Heiligenhafen und der Mittelschule in Hamburg absolvierte Klaus Hansen von 1956 bis 1958 eine Feinmechanikerlehre. 1963 machte er die Fremdreifeprüfung und studierte anschließend Rechtswissenschaft, Volkswirtschaft und Politische Wissenschaft in Hamburg, Tübingen und Berlin. 1968 bestand er die 1. und 1972 die 2. juristische Staatsprüfung.
1971 wurde er Referent für Wohnheimangelegenheiten der Universität Hamburg und 1975 Regierungsrat. 1981 wechselte er als Parlamentarischer Geschäftsführer zur SPD-Bürgerschaftsfraktion.
Seit 1965 gehörte Hansen der SPD an. Er war zunächst Mitglied im Distrikt Jarrestadt, wo er 1968/69 stellvertretender Bezirksvorsitzender war, bevor er aus der Jarrestadt wegzog. 1970 trat er in die Gewerkschaft ÖTV ein. Von 1974 bis 1978 saß er in der Bezirksversammlung Hamburg-Mitte und war Deputierter der Justizbehörde.
1978 wurde er zum Abgeordneten der Hamburgischen Bürgerschaft gewählt. Er arbeitete im Ausschuss für Wissenschaft und Forschung, im Innenausschuss und im Rechtsausschuss mit.
Im März 1982 fand er unerwartet den Tod. Er hinterließ seine Frau und zwei Kinder.